# Bratterödsleden
Bratterödsleden är en vägförbindelse; belägen mestadels sydöst om Uddevalla; mellan vägarna 44 och E6. Den södra delen är också förbindelse mellan Uddevalla centrum och E6 söderut. Det interna numret på vägen är länsväg O 678, men detta nummer skyltas inte. Inget nummer visas heller på vägkartor.

## Standard och planer
Vägen är motortrafikled på den norra halvan, och den har fått mitträcke, blandat 2+1-väg och 1+1-väg. Den södra delen av vägen är landsväg utan mitträcke, och med smala vägrenar. Vägen är en förbindelse mellan motorvägarna E6 och 44.
Det är planer på att bygga om en del av landsvägssträckan, 2 km mellan Grohed och Bratteröd, till 2+1-väg med mitträcke. Byggstart är planerad till 2024.

## Historik
Före 2000 då Uddevallabron invigdes var Bratterödsleden väg E6. Motortrafikleden på norra delen av vägen byggdes cirka 1984, som en förbifart förbi Uddevalla. År 2003 öppnades Råsserödsmotet i samband med motorvägen på riksväg 44.
Den södra delen är den gamla E6:an (och Rikstvåan innan E6 fanns). Denna sträcka, som är landsväg, har byggts vid två helt olika tillfällen. Längst i söder är den byggd i samband med E6 motorvägsbygge i slutet på 1990-talet. Resten har samma sträckning som i vart fall på 1940-talet.
Före 1984 gick E6 rakt genom Uddevalla, delvis via en uthuggen klipphylla, kallad "Hästepallarna", E6:s då krokigaste avsnitt. Den invigdes 1908, var då 6 m bred och breddades 1932. Platsen har kallats "Sveriges vackraste väg" och har fin utsikt. Detta är en sidoväg till Bratterödsleden och är fortfarande en viktig infartsväg till staden. Tidigare gick vägen via Hässleröd och Kapelle. Vägen vid Hästepallarna byggdes för att det fanns en backe vid Kapelle som nådde 70 meter över havet och som var jobbig för hästarna.
Att den mer trafikerade södra delen av Bratterödsleden är vanlig landsväg, medan den norra delen är motortrafikled med mitträcke, beror på att de byggts under olika årtionden med olika regler och trafikmängder. När en väg nybyggs måste de nämligen uppfylla vissa standardkrav, baserade på vägnummer och trafikmängd, medan en befintlig väg kan vara som den är (ombyggnad sker i mån av resurser).

## Trafikplatser längs Bratterödsleden
|                                                      | Nr | Namn            | Skyltning                                      |
| ---------------------------------------------------- | -- | --------------- | ---------------------------------------------- |
|                                                      |    | Lerbomotet      | Oslo, Göteborg                                 |
| Landsväg 5 km                                        |    |                 |                                                |
| Motortrafikled (4 km, mötesfri 1+1 och 2+1, 90 km/h) |    |                 |                                                |
|                                                      |    | Bratterödsmotet | Uddevalla S                                    |
|                                                      |    | Råsserödsmotet  | Uddevalla, Bengtsfors, Trollhättan, Vänersborg |